# Byron Shutt
Byron Shutt (né le 26 octobre 1955 à Toronto, dans la province de l'Ontario au Canada) est un joueur professionnel canadien de hockey sur glace.

## Statistiques
| Saison     | Équipe                             | Ligue      |    | Saison régulière | Saison régulière | Saison régulière | Saison régulière | Saison régulière |   | Séries éliminatoires | Séries éliminatoires | Séries éliminatoires | Séries éliminatoires | Séries éliminatoires |
| Saison     | Équipe                             | Ligue      | PJ | B                | A                | Pts              | Pun              | PJ               | B | A                    | Pts                  | Pun                  |                      |                      |
| 1974-1975  | Université d'État de Bowling Green | NCAA       | 27 | 10               | 15               | 25               | 61               | -                | - | -                    | -                    | -                    |                      |                      |
| 1975-1976  | Université d'État de Bowling Green | NCAA       | 32 | 14               | 14               | 28               | 76               | -                | - | -                    | -                    | -                    |                      |                      |
| 1976-1977  | Université d'État de Bowling Green | NCAA       | 38 | 14               | 27               | 41               | 123              | -                | - | -                    | -                    | -                    |                      |                      |
| 1977-1978  | Université d'État de Bowling Green | NCAA       | 39 | 12               | 31               | 43               | 106              | -                | - | -                    | -                    | -                    |                      |                      |
| 1978-1979  | Indians de Springfield             | LAH        | 6  | 0                | 0                | 0                | 2                | -                | - | -                    | -                    | -                    |                      |                      |
| 1978-1979  | Stingers de Cincinnati             | AMH        | 65 | 10               | 7                | 17               | 115              | 3                | 1 | 1                    | 2                    | 14                   |                      |                      |
| 1979-1980  | Stingers de Cincinnati             | LCH        | 23 | 8                | 6                | 14               | 42               | -                | - | -                    | -                    | -                    |                      |                      |
| 1979-1980  | Indians de Springfield             | LAH        | 58 | 8                | 16               | 24               | 109              | -                | - | -                    | -                    | -                    |                      |                      |
| 1980-1981  | Generals de Flint                  | LIH        | 63 | 11               | 22               | 33               | 235              | 7                | 0 | 2                    | 2                    | 10                   |                      |                      |
| 1982-1983  | Gears de Saginaw                   | LIH        | 73 | 26               | 46               | 72               | 185              | -                | - | -                    | -                    | -                    |                      |                      |
| Totaux LNH | Totaux LNH                         | Totaux LNH | 65 | 10               | 7                | 17               | 115              | 3                | 1 | 1                    | 2                    | 14                   |                      |                      |